# La Reine des Perles
La Reine des Perles (Frans voor "De koningin der parels") is de naam van een bijzonder grote en fraaie ronde parel van 27.5 karaat die tot de Franse kroonjuwelen heeft behoord. De kroonjuwelen werden in 1792, tijdens de Franse Revolutie uit de Garde Meuble in Parijs gestolen en de parel verdween spoorloos. 

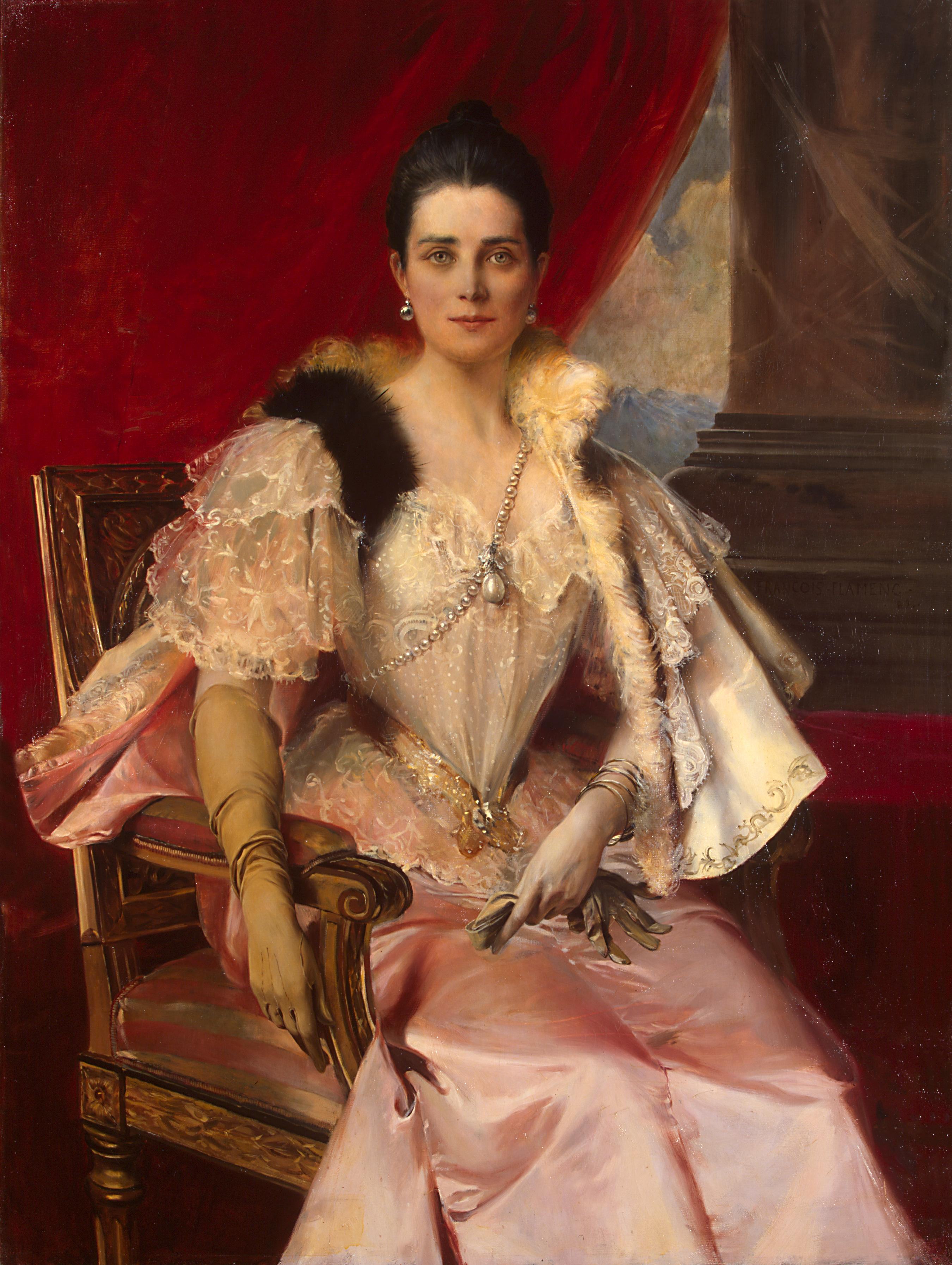
Portret van Prinses Zinaida Yusupova met La Pelegrina op de borst

Volgens de inventaris van de Franse kroonschat werd de parel in 1669 door Lodewijk XIV van Frankrijk aangekocht voor 40 000 livres. De verkoper was een handelaar, een zekere Bazu, die in de Oriënt had gereisd. In 1791 werd de waarde van deze parel op 200 000 livres geschat. De parel werd in een gouden doosje met het opschrift "La Reine des Perles" bewaard. Vandaar de overgeleverde naam.
George Kunz and Charles Stevenson opperen in "The Book of the Pearl" de mogelijkheid dat deze parel identiek is met de beroemde La Pelegrina van 111 1/2 grein oftewel 27.62 karaat. Wanneer dat juist is dan werd de parel bij het opmaken van de Franse inventaris niet juist gewogen. 
Abernathyparel ·
Parel van Bao Dai · 
La Pelegrina · 
Gogibus ·
Shah Sofi ·
La Peregrina ·
Sara/Tavernier/Shaista Khan · 
Parel van Allah ·
Parel van Karel I ·
Parel van Karel II ·
Jomonparel · 
Greshamparel ·
La Reine des Perles ·
Abernathyparel · 
La Huerfana · 
De Hopeparel · 
Imperial Hong Kong Pearl ·
La Régente ·
Parel van Koeweit ·
Manciniparels · 
Drexelparel ·
De Parel van Azië · 
Arco-Valleyparel · 
Christopher Walling Abaloneparel · 
Survivalparel · 
Oviedoparel ·
Queen/Patersonparel